# 长乐冰饭
长乐冰饭诞生于20世纪80年代，由福州地区传统解暑饮料“冰水”演变而来。最初的做法是将冷却的冰水与蒸熟的糯米饭混合，既解渴又充饥，随后逐渐加入红豆、薏米等辅料，形成具有地方特色的冰饭文化。

## 原料与制作

### 配料
- 主料：白糯米、黑糯米或黄米
- 冰水：以冰块与白糖或冰糖为基础，常加入蜂蜜或香草精调味
- 辅料（可选，多样化搭配）：

豆类：红豆、绿豆、薏米、莲子
干果：花生仁、葡萄干
果类：椰果、芒果、西瓜、荔枝、香蕉等
其他：芋圆、银耳、仙草冻、爱玉冻等

### 制作步骤
1. 将糯米浸泡3–4小时后蒸熟，盛出控水；
2. 将米饭置于锅中，加入少许香草精（或香精）和黄油，小火翻拌至粘稠；
3. 撇去多余热气后，将米饭摊凉；
4. 盛入碗中，加入各类辅料；
5. 倒入冰镇甜冰水或碎冰，轻拌均匀即可食用。[4]

## 变体与流行
长乐冰饭的口味日趋丰富，据报道已有30余种不同配方，以白米、黑米、黄米为主要类别，并融入当季水果或奶茶、椰浆等创新元素。
长乐区夜市共有20余处，冰饭店超过40家，其中奎桥美食街聚集约8家冰饭店，以便捷的地铁直通游览而受到市民和游客关注。
当地每年夏季举办“冰饭节”，结合美食与文化活动，吸引大量参与。
部分长乐冰饭店在海外开设分店，将该小吃带至美国、西班牙等地。

## 文化意义
在长乐，冰饭已成为夏季饮食文化的重要组成部分。每到盛夏时节，市民常在街边排队购买冰饭，家庭与社交场合中的共享亦增添社区凝聚力。